# Euthalia mahadeva
Euthalia mahadeva es una especie de mariposa de la familia Nymphalidae (subfamilia Limenitidinae).

## Subespecies
- Euthalia mahadeva binghami
- Euthalia mahadeva dacasini
- Euthalia mahadeva ghazallyismaili
- Euthalia mahadeva hanafusai
- Euthalia mahadeva ingae
- Euthalia mahadeva mahadeva
- Euthalia mahadeva rhamases
- Euthalia mahadeva sakii
- Euthalia mahadeva sericea
- Euthalia mahadeva waltraudae
- Euthalia mahadeva yokochii
- Euthalia mahadeva yui
- Euthalia mahadeva zichri
- Euthalia mahadeva zichrina

## Distribución
Esta especie de mariposa y sus subespecies se distribuyen en Malasia, Tailandia, Sumatra, Burma, Borneo, Java, Filipinas y Nias.